# 河南“75·8”水库溃坝

洪水淹没范围

河南“75·8”水库溃坝，又称驻马店水库溃坝事件、“75·8特大洪水”、“板桥溃坝”，是1975年8月发生在中国河南省南部淮河流域的一次大规模潰壩事件，包括板桥水库在内的62座水库在台风尼娜的特大暴雨影响下相继溃坝。淹死人數有8.56万（当月数据）和「超過2.6万」（1992年修订）兩種說法，而包含水災內澇所導致的传染病和飢荒的非正常死亡人數，则有22萬、23萬、24萬三種統計，是死亡人數最多的颱風水災之一，也是中华人民共和国水灾致死人数之冠。 
此次洪灾受灾人口超1000万，洪水和山体滑坡淹没了约30个县市、1780万亩农田，冲走耕畜30万头、猪72万头，导致500余万间房屋倒塌（一说680万间），直接经济损失近百亿元人民币；此潰壩的洪水威力能與2004年南亚大海啸相提並論（各國共22.79萬人死亡）。潰壩发生于文化大革命期间，各派力量忙于“革命”、无暇防汛；而此后中国大陆官方未对此事件进行报道或宣传，直至1989年7月中華人民共和國水利部前部长钱正英作序的《中国历史大洪水（上）》才披露部分情况，官方档案最终于2005年解密。 
溃坝的水库大多是苏联援助、大跃进时建造，重蓄水、轻防洪，品質低劣、偷工减料，而大跃进大炼钢铁以及“农业学大寨”也造成了水库上游植被严重破坏和水土流失，最终导致大规模溃坝。灾难前后，官员和工作人员的错误應對亦為人詬病。此次灾难是世界上最大最惨烈的水库垮坝事故，2005年5月的探索频道節目《終極十大》将此灾难评為“世界十大技术灾难”（The Ultimate 10 Technological Disasters）第一名，超越苏联切尔诺贝利核事故。该事故的官方档案最终于2005年9月解密，同年国际专家组在中国大陆举行了研讨会。

## 历史背景

### 中華人民共和國建国初期治理淮河
1949-1950年，淮河上中游發大水災。1950年10月14日，中华人民共和国政务院作出了《关于治理淮河的决定》（簡稱《決定》），在《決定》中指出，为了达到根治的目的，實行“蓄洩兼筹”的治理方针，主要措施包括在上游的低洼地区建立临时蓄洪工程等。根據治理方針，淮河上游的河南省在山区內修建了石漫滩、白沙、板桥、薄山、南湾等5座大型水库；在平原上修建老王坡、吴宋湖、蛟停湖、潼湖、泥河洼等5个洼地蓄洪工程。
1951年4月，石漫滩、板桥和白沙三座水庫正式動工；7月石漫滩水库建成，1952年6月板桥水库建成，1953年6月白沙水库建成；三座水庫均在洪、汝河上游。1952年，薄山与南湾水库动工；1954年5月薄山水库在淮河南岸支流浉河上建成，1955年11月南湾水库在颍河上游建成。其中，南湾水库总库容16.3亿立方米，是淮河上游的最大水库。
板橋、石漫灘等系列水庫是五十年代初期“人民治淮”的產物，是中华人民共和国第一批设计建设的大型水库；当时中国的水利工作者尚无大型水库设计建设经验，完全由苏联水利专家提供勘测设计和施工指導。片面重視蓄水，忽視防洪，板橋水庫比規定蓄水量超蓄3200萬立方米，且疏於維護，在潰壩前，板橋水庫的17個泄洪閘只有5座能開啟。
当时水文资料很少，设计洪水及工程标准很低。工程运用中，板桥水库被发现输水洞洞身裂缝和土坝纵横向裂缝，于是在1955-1956年间，按照苏联水工建筑物国家标准，对板桥、石漫滩两水库进行了工程扩建。此后，板桥水库一直享有“铁壳坝”的盛誉，被认为可以抵御百年一遇的洪水，在千年一遇的洪水中也可以安然无恙。

### 大跃进时期工程

#### “以蓄为主”指导思想
在毛泽东等人发动的大跃进运动中，仅在1957-1959年间，河南驻马店地区就修建了100多座水库。1958年，国务院副总理谭震林归纳了河南总结漭河流域地区兴建山区水利的经验：“以蓄为主，以小型为主，以社队自办为主”，要把漭河经验向平原推广。包括宿鸭湖水库在内的部分水库施工时正值大跃进，河南省水利厅认为原设计过于保守，作了几处关键的改动，如将原设计的12孔排水闸门減少7门，仅剩5门。而对于淮河豫皖交界处的班台分洪闸，该闸闸孔原按800秒立方米排水量设计、共为9孔，但在“以蓄为主”的思想指导下，水文数据被人为的减小，只建造了7孔；1959年水闸建成后，在1961又人为堵闭2孔。期间，越重视“蓄”，就代表着越“革命”。

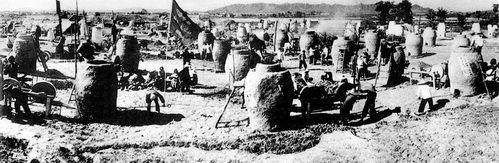
河南信阳大跃进时期大炼钢铁。

在1961年开始的“纠偏”中，河南省对全省的水库进行了一次全面的普查，对一部分设计标准偏低、施工品質较差、存有隐患的水库，包括一些大型水库予以废弃。但是，修建水库的指导思想失误并没有真正被扭转，依然采取了重蓄水灌溉、轻河道治理的方针。到1960年代末，驻马店地区新增水库100多座，而与此同时，洪汝河的排洪能力非但没有增强，反而连年递减。此外，也有专家学者指出，大跃进大炼钢铁导致水库上游植被破坏严重，以及后来毛泽东发起的“农业学大寨”中的开荒修梯田，使得森林和植被覆盖率大大减少、水土流失愈趋严重，是这次造成两座大型和50多座中小型水库垮坝的根本原因。
2020年中國南方水災期間，中國水利部水旱灾害防御司副司长王章立說「全国98,000多座水库当中，小型水库占到了94,000多座，同时这些小型水库大多是上世纪五六十年代建的，质量差、标准低，特别是管理不规范，还有很多隐患。

#### 专家反对遭撤职
对于大跃进时期“以蓄为主”的水库修建指导思想，当时的河南省水利厅总工程师陈惺当即反对：在平原地区以蓄为主，重蓄轻排，将会造成涝、渍、碱三灾——地表积水过多，会造成涝灾，地下积水过多，易成渍灾，地下水位被人为地维持过高，则利于盐分聚积，易成碱灾。但是，陈惺的意見无人理会，他本人也因此被认为犯了严重右倾的错误，后来又被打成“右倾机会主义分子”、“发配”河南信阳。 对于“以蓄为主”的错误指导思想，陈惺后来回忆道：
这种不正确的一些错误主张，错误措施，我不讲谁敢讲，党外的人不敢讲啊，所以我讲啊，当时在水利上有个很大的错误，就是搞以蓄为主。...... 可以讲没有被当政者所接受，那时候我被定为犯严重右倾错误。
当被问及“板桥事件曾经被海外的媒体评为世界十大技术灾难之首，超过了类似于切尔诺贝利核电站泄露这样的事件，您会这么看吗？”陈惺回答：“我可以接受。”

### 文化大革命时期
此次灾难发生在中国大陆文化大革命（1966-1976年）期间，河南驻马店地区的各派力量忙于“革命”和阶级斗争，无暇防汛事务，没有准备任何防汛设备和物资。

灾难发生后，新华社记者张广友在随中央慰问团在灾区采访时，专家们不敢公开表达自己的意见，因为说了就会被扣上“质疑毛主席、质疑文化大革命”的帽子。但他们只能私下对张广友说：
治理江河应当是先治本，后治标，或者是标本兼治。我们这些年来实际上是只治标，不治本，或者说忽视治本。这是中国水利建设中普遍存在的问题，也可以说是一种倾向。中国是个少林国家，森林覆盖率本来就很低，农业集体化中的“杀猪砍树”，“大跃进”中的大炼钢铁，以及后来学大寨中的开荒修梯田，使国土的森林和植被覆盖率大大减少，水土流失愈趋严重，结果是“吃了祖宗饭，造了子孙孽”…… 上游山区森林植被率低，这是这次造成两座大型和50多座中小型水库垮坝的根本原因。

## 事故經過

### 颱風登陸

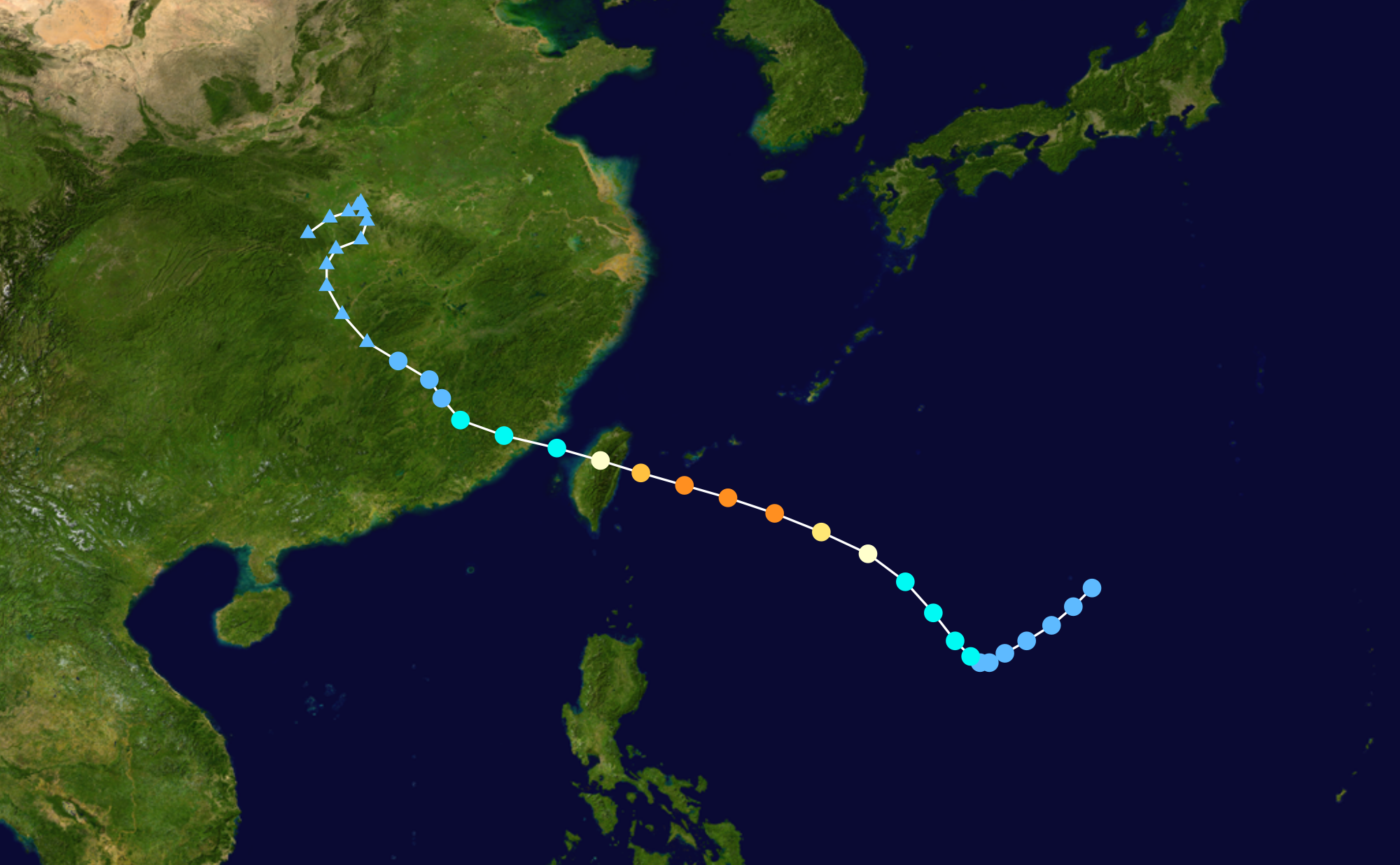
颱風尼娜的行進路徑

1975年7月31日，颱風尼娜在太平洋上空形成，它是1975年太平洋台风季的其中一個颱風，亦是吹襲中國內地的第三號颱風。8月4日，尼娜在福建晋江登陆。
尼娜登陸後減弱為熱帶風暴。登陸後恰遇澳大利亞附近南半球空氣向北半球爆發，西太平洋熱帶幅合線發生北躍，致使颱風登陸後並没有在陆地上迅速消失，而是繼續前進跨越江西、湖南兩省，在常德附近突然转向，北渡长江直入中原腹地。
8月5日，尼娜從北京中央氣象臺的雷達監視屏上消失。由於尼娜的强烈低气压和南下的冷空气形成对峙，热低压从海洋携带的大量水汽，遭遇强冷空气，并在伏牛山脉与桐柏山脉之间的大弧形地带“停滞少动”。这一地带有大量三面环山的马蹄形山谷和两山夹峙的峡谷，受到桐柏山、伏牛山组成的“喇叭口”地形的抬升；南来气流在这里发生剧烈的垂直运动，造成历史罕见的特大暴雨。

### 特大暴雨
8月4日至8日，整個台风滞留地带共19410平方公里的地區降雨量超过400毫米，京广铁路以西的板桥水库、石漫滩水库到方城一带降雨量大于1000毫米。而在暴雨中心河南泌阳林庄，8月7日一天的降雨量即達到1005.4毫米，最大6小时降雨量更達到830.1毫米，超过当时美国宾夕法尼亚州史密斯港782毫米的世界最高纪录。8月5、6、7三日的降水量均超过中国大陆以往的正式记录。
8月7日下午，板桥水库渔业生产队发现有鱼从溢洪道流出。當天，板桥水库管理局与上游龙王庙、桃花店等雨量站和下游的遂平县失去全部联系。
- 第一场暴雨

8月5日14時—8月6日0時：這場暴雨持續10个小时。板桥雨量站测得日降雨量为448 .1毫米，最大1小时降雨量142.8毫米。板桥水库水位上升到107.9米，接近最高蓄水位。
- 第二場暴雨

8月6日12時-8月7日4時：這場暴雨持續16小时。8月6日23时，板桥水库主溢洪道闸门提出水面、输水道全部打开泄洪。库水位高达112.91米，而设计最高蓄水位110.88米。
- 第三場暴雨

8月7日16時-8月8日0時40分：這場暴雨持续13个小时。
在第一場暴雨中，泌阳境内各水库、河道水位急剧上涨，大中小水库均达到蓄水极限。确山经过两場暴雨后，降雨量达1,100多毫米，山洪暴发，山体滑坡，水库溃坝，塘堰坝溃决，几十吨重的钢筋水泥军用设施、军方的武器和装备均被洪水卷走。淮河支流洪河和汝河的洪水襲向驻马店平原，5日至8日两次出现洪峰，河水越过多处堤坝。8月7日，京广线上一列火车被洪水推出轨道，沉落在马庄河。

### 水库溃坝

#### 5-7日
8月5日17时，板橋水庫库区内电话、公路交通中断。驻马店地区革命委员会生产指挥部副指挥长陈彬只能利用部队的电台，在大坝两端和沙河店進行联系。
8月6日子夜，板桥公社一名干部赶到水库管理局，转达泌阳县委转来的省、地防汛指挥部指示：板桥水库开闸泄洪，最大泄量开到400立方米/秒。8月6日23时，板桥水库的主溢洪道、副溢洪道、输水道闸门全部打开，按最大能力泄洪。
8月7日天刚亮，水库管理局动员保护国家财产，组织家属转移。中午，陈彬召集驻军、水库、板桥公社領導召開會議商讨应急措施。宣布水库处于紧急状态，通知下游群众转移。並催促地委向驻军求援，派军队到水库抢险、抢修通讯线路，运送防汛器材。但麻袋、草袋、板桥水库和板桥镇的防汛器材、木料、铅丝、应付意外的炸药等物件均没有。19时30分，驻军向上级部门发出特急电称：“板桥水库水位急遽上升，情况十分危急，水面离坝顶只有1.3米，再下300毫米雨量水库就有溃坝危险！”河南省委第一書記劉建勳接到急電後立即将险情报告给國務院副總理紀登奎。後來有記者自稱訪問了紀登奎兒子並從訪問裡發掘到鄧小平在险情期間不作為的材料，但紀登奎兒子澄清他未受訪問並特此為鄧小平辩诬。
在21时之前，确山、泌阳已有7座小型水库溃坝。22时，中型水库竹沟水库溃坝；遂平县城內水深齐腰。调集驰援水库防守的驻军在板橋水库方面的要求下，在大坝南端升起两颗红色信号弹，并举枪对空扫射报警；信号弹发射几十枚，但大雨导致信号弹范围50米以外就看不到了，鸣枪一百多发子弹，但枪声被大雨盖住，因此无人听到和看到。22時10分，水库管理局收到了驻军转来的地区防汛指挥部电报，指示打开闸门，以450立方米/秒的速度泄洪，不考虑其它影响，全力以赴保证大坝安全。接报后，陈斌等人联名向中央、省委、地委，通过军队发出这份特告急电，这段內容是舊板桥水库历史上最后一段莫尔斯电码，內容如下：
|  | 板桥水库处于特别危机状态库水位已过坝顶即将漫过防浪墙主副溢洪道已全部运用要通知沿河社队注意抢险转移水库防汛指挥部在大坝南头请求空军支援。 |

#### 8日
8月8日零時20分，水库电站因形势危急停止发电；20分鐘後，洪水漫坝。水库管理局第三次向上级部门发出特特告急电，報告水庫已經決口，并“擅自”开启尚能移动的五扇闸门。
8月8日1時開始，板橋、石漫灘兩座大型水庫，竹溝、田崗兩座中型水庫，以及58座小型水庫在短短數小時內相繼垮壩潰決。凌晨1时，板桥水库水位涨至117.94米最高值，超坝顶1.6米，超坝顶防浪墙0.3米，相应库容6.131亿立方米。漫过防浪墙的洪水先是掏空墙后坝顶的卵石路，继而推倒防浪墙，然后冲决坝体，洪水以每秒6米的速度衝出板橋水庫決口處，沖向下游。首當其衝的文城公社3.6万人，死絕227戶，9600人遇難。垮壩後僅1小時，洪水到達45公里外的遂平縣城，部分人或被途中的電線、鐵絲纏繞勒死，或被衝入涵洞窒息而死，更多的人在洪水翻越京廣線鐵路高坡時，墜入旋渦淹死。3时左右，峰头高达7米到10米的洪水越過45公里外的遂平县城城下。
8月8日3时，驻马店地区的大型水库薄山水库，坝前洪水已经上涨到超坝顶0.4米，距离防浪墙顶0.6米，在水库职工、家属、驻水库舟桥部队、薄山林场职工及赶来抢险的山炮兵第2师官兵40个小时搶救，堵住了防浪墙渗水，并在坝顶筑起了2米高子堤，保住了薄山水库。薄山水库在暴雨前的水位低于汛限水位，没有像板桥水库那样超汛限水位蓄水1.4米。
8月8日4時，水庫當地駐軍將垮壩情況通知駐馬店軍分區轉報地委。

## 救灾情况
災後駐馬店地區多處地方受浸，數百萬人無家可歸。由於屍體長期浸泡在水中，導致疾病傳播；而空投的大部分食物落在水中，更加速了疾病的傳播。
8月9日至22日
卫生部、解放军总后勤部、北京、湖北、河北、山西、武汉军区、广州军区、河南省军区及全国各地市的198个医疗卫生部门，派出三千多名医务工作者先后抵达灾区。
8月13日
汝南有10万人被淹（指尚漂浮在水中），已救4万，还有6万人困在树上，要求急救；全县20万人脸浮肿；新蔡有30万人尚在堤上、房上、筏上，20个公社全被水围住，许多群众5昼夜没有饭吃；上蔡有60万人被水包围；华陂公社刘连玉大队4,000人把树叶吃光；黃鋪公社張橋大隊水閘上有 300人6天7夜沒有吃飯，仍在吃死豬死畜。宿鴨湖水庫：大壩上5萬人4、5天沒吃東西了。平輿有40萬人在水裡，腸炎、腦炎流行。醫療隊下去了，但沒藥物，很多地方出現了災民有病哭，醫生看了病沒藥也哭的情況。新蔡、平輿東部水仍上漲，全區200萬人在水中。
8月14日
全地區尚有177.3萬人泡在水裡。其中上蔡64萬，新蔡45萬，汝南25萬，平輿40萬。
由於班台水闸的攔阻，駐馬店地區的水位不退，人類屍體與其他動物屍體泡在水里，導致流行性感冒、细菌性痢疾、传染性肝炎、疟疾、流行性乙脑、钩体病到处扩散。据不完全统计，當時染病病人有113.3万。為了降低發病率，8月14日10点20分，10吨炸药爆破班台水闸，洪水隨即向下游泄去。 全部的爆破工作進行了2天。
汝南提出口號，保證每人1天1斤紅薯乾。
8月15日
全地區尚有140餘萬人浸泡在水中，上蔡55萬，新蔡40萬，汝南25萬，平輿30萬。
8月16日
全地區120萬人還在水裡，上蔡52萬，新蔡20萬，汝南4萬，平輿23萬。
平輿縣射橋大隊有3名老人因沒吃又無救而上吊自殺。
8月17日
全地區尚有101萬人泡在水中。上蔡50萬人，其中黨店公社堤上7,000人，公路上4,500人，樹上、筏上31,000人，又有一社員因高燒無藥而死。老百姓缺衣，吳宋大隊會計宋三意(已死)剩下妻子和6個孩子，3個孩子仍光身，3個只有褲頭。新蔡用大鍋煮紅芋片救濟群眾。汝南確保1人1天3兩麵，7兩紅芋乾。
全地區發病率迅速上升，據不完全統計，共有病人113.3萬，其中汝南8萬；平輿25萬，其中王塚公社4萬2,000人，發病1萬7,000人，醫務人員盡最大力量，一天僅治800人，死7人；西平病人11萬；遂平15萬；上蔡25萬。
8月18日
平輿、上蔡、新蔡尚有88萬人被水圍。汝南50萬人中32萬人發病：其中痢疾3.3萬，傷寒892人，肝炎223人，感冒2.4萬，瘧疾 3,072人，腸炎8.1萬，高燒1.8萬，外傷5.5萬，中毒160人，紅眼病7.5萬，其它2.7萬。上蔡華陂公社56,000人仍有21,600人泡在水裡。劉連玉村8戶圍1隻破鍋做飯，用南瓜挖空作碗，樹枝當筷。有的地方仍在堤上吃小蟲吃樹葉。已病死21人。劉莊大隊11歲的劉小群患乙腦連鹽水都沒有，11日死亡。和店王妮13歲生病無藥，17日死亡。全社腦炎死3人。
8月19日
全地區尚有44.8萬人在水中。上蔡仍有40萬人在水中，病死15人。新蔡水中仍有4萬，病死20人，要求多送熟食和燃料。平輿截止18日已病死113人。遂平縣內糧食吃完。各縣紛紛要求速送治療腦炎的安宮牛黃丸。
8月20日
全地區尚有42萬人在水中，病死者274人。其中確山病死16人（乙腦10人），汝南病死5人，遂平病死50人，西平病死135人，上蔡病死28人，新蔡病死20人。
8月21日
全地區尚有37萬人泡在水中。汝南32萬人患病，190人病死，藥品不足，用土丹驗方。新蔡22.8萬人發病，占41％，20人死亡。上蔡有73人病死。平輿和店公社14個大隊187個生產隊4.3萬人已在水中12天，水深處2米，淺處1米，老人和孩子都綁在樹上。熟食不足，災民11天沒吃鹽。孟莊大隊東窪生產隊，撈一死驢，災民亂割食。飛機空投食品50-60％落在水裡，大李大隊災民搶食水中漂浮的爛南瓜，37人中毒。
8月30日以后
灾后第21天，遂平县革命委员恢复运转並发出“遂革发75(30)”号文件“关于当前防病治病的通知”。文件說“由于灾后环境污染严重，人群抵抗力下降，乙脑、伤寒、疟疾等传染病日趋上升。”文件说，要把各地的野战医院建立起来，加强疫情报告，就地隔离治疗传染病。
空军从9月1日至6日连续出动飞机248架次，喷洒可湿性“六六六”粉248吨，覆盖了宿鸭湖以西250平方公里的地区。后期增加到272架次，累计喷洒272吨。

## 灾后统计

### 报道
灾难发生后， 中国政府对事件详情长期不公开报道。1987年，《河南日报》记者于为民撰写《75·8劫难》一书，此時已距事件12年。1989年7月，由前中国水利部部长钱正英作序的《中国历史大洪水（上）》內部發行版出版，书中首次披露部份灾情。1995年，《河南日报》用一个整版报道了75·8洪灾。1998年，驻马店地区水利局编制了《河南省驻马店地区“75·8”抗洪志》。
该事故的官方档案最终于2005年9月解密，来自中国、美国、意大利等国的科学家在北京对此进行了研讨和辩论。

### 死亡人數的各種統計

#### 淹死
- 1975年8月20日（潰壩後12天），河南省委初步统计数字，全省死亡85,600多人，连同外地在灾区死亡的人数在内，最多不超过10万人。当时河南省委認為这个数字比较准确。中央慰问团在给毛澤東、中共中央写的关于河南、安徽灾情报告中，引用了这个数字[4][45]。当时驻马店地委的意见是“不主张再逐个核实”[45]。

- 8月下旬到9月中旬，新华社记者张广友和新华社国内内参组吴明华再次到河南、安徽沿旧路，从陆路重访灾区，写了5篇国内动态清样（即内参）。其中认为，原来报告的8.5万人的数字显然是多了，估计3万多人，最多不会超过4万人。[4][45]

- 1989年7月，骆承政主編、原水利部长钱正英作序的《中国历史大洪水（上）》內部發行版记载，「据统计，河南省有29个县市，1700万亩农田被淹，其中1100万亩农田受到毁灭性的灾害，1100万人受灾，85600多人死难。」1992年出版的下冊（自稱初版，實為第二版），載「据不完全统计……其中遭受毁灭性和特重灾害的地区约有耕地1100万亩，人口550万人，倒塌房屋560万间，……淹死26000人。」後來陈昌春（南京信息工程大学地理与遥感学院副教授）考據版次，判断“上卷發行後，发现死亡数字存在重大争议……莫非通过此种上、下卷分别表述的笔法表达不同的观点？……不管真相如何，曲解别人的原意也是新闻传播当中的大忌。“26000与超过2.6万”、“据统计与据不完全统计”构成了两组耐人寻味的悬念”[1]。最终，2.6万人这个數字成為后来被沿用的一个官方数字[5][45][46]。

- 同年，孟昭华和彭传荣编写的《中国灾荒史》一书中载录，1,029万人遭受毁灭性的水灾，约有10万人“当即被洪水卷走”[5][45][47]。

- 1994年，中国国务院长江三峡建设委员会副主任魏廷铮在马来西亚被外媒问及此事時回答：“不记得具体死亡人数，但不会超过一万人”，因为如果死亡人数超过万人，国际新闻界必然会有报道。这一说法遭到中国大陆民间的批评。[45]

- 1998年，《河南省驻马店地区“75·8”抗洪志》第85页数据：淹死22546人，病死1633人，受伤92096人[48]。

- 2005年，遂平县档案局所编的書《砥柱》記載，遂平全县被洪水冲走23万人，淹死18,869人，大部分死难者被冲积到京广线以下地区[45]。

- 2010年，中国科学院大气物理研究所研究员蔡则怡和赵思雄研究認為死亡近十万人，而中国科学院著名气象学家陶诗言写到，死亡人数达数万人（此由《南方都市报》报道）[5][45]。

#### 內澇導致的传染病和飢荒死亡
水災內澇導致其後有传染病和飢荒，包含此數的總非正常死亡人數，有三個相近的数字：22萬、23萬或24萬。
- 1987年8月，第6届全国政协8名委员联名文章《三峡工程害多利少，不容欺上压下，祸国殃民》，提及“板桥水库和石漫滩水库......1975年8月失事，猛冲下去，死人23万左右”[49]。其后，诸多文章亦有引用这一数字[3][5][45][50]。此文由孙越崎（1946年重慶國民政府資源委員會副委員長，任內主持美國水壩工程師約翰·L·薩凡奇來華測繪三峽工程）、林华（后当选中国工程院院士）、千家驹（中国科学院院士）、王兴让、雷天觉（中国科学院院士）、徐驰（前冶金工業部副部長）、陆钦侃（1944年約翰·L·薩凡奇來華考察三峽工程的中方隨員，前水利電力部規劃局副總工程師）及乔培新（前中国人民銀行副行長）八人聯名。

- 《大英百科全書》載22萬，其中145,000乃传染病和飢荒而死。並稱之為「死亡數最多的颱風水災之一」[2]。

- 2005年5月，美国《探索频道》（“The Ultimate 10”节目（页面存档备份，存于））报导，“1975年8月，河南板桥水库因暴雨发生垮坝，9县1镇东西150公里、南北75公里范围内一片汪洋。现场打捞起尸体10万多具，后期因缺粮、感染、传染病又致14万人死亡。”这个24万的死亡人数，包括垮坝当晚熟睡中的直接受难者，也包括几天后爆破泄洪、分洪的受难者，以及灾后传染病、饥饿等致死者。[4][10][11][12]

- 鳳凰網提到潰壩的「滔天洪水[...]威力绝不下于南亚大海啸」[5]。而2004年南亚大海啸，各國共227,898人死[14]。

- 2007年，河南师范大学姚鹏硕士学位论文《河南“75·8”特大洪涝灾害的历史思考》（下图表引用），论文中将该书名标记为《河南省驻马店地区抗洪志》[43][51]。

| 县（镇）   | 遂平  | 泌阳 | 西平 | 上蔡 | 确山 | 汝南 | 平舆 | 新蔡 | 驻马店镇 | 正阳 | 合计  |
| ---------- | ----- | ---- | ---- | ---- | ---- | ---- | ---- | ---- | -------- | ---- | ----- |
| 淹死（人） | 18875 | 1128 | 809  | 847  | 388  | 303  | 152  | 48   | 13       | 1    | 22564 |
| 病死（人） | 123   | 25   | 146  | 562  | 220  | 73   | 312  | 132  | 3        | 37   | 1633  |
| 受伤       |       |      |      |      |      |      |      |      |          |      | 92096 |

### 财产损失
河南省约有30個縣市、1780萬畝農田被淹，1015萬人受災，400多万人被洪水围困。倒塌房屋500余万间（一说680万间），冲走耕畜30.23万头，猪72万头。驻马店境内京广铁路被冲毁102公里，中断行车16天，影响运输46天，直接经济损失近百亿元人民幣。是世界最大最惨烈的水库溃坝惨剧。

## 后世纪念
原全国政协副主席、曾任水利電力部長錢正英說：「這是中華人民共和國成立以來受災面積最大、死亡人數最多的水災，是水利工作最慘痛的教訓。」
2012年8月1日，中共中央政治局常委、国务院总理温家宝在河南考察黄河防汛工作时强调，1975年8月，河南南部淮河流域受台风影响造成特大暴雨洪灾，导致板桥、石漫滩等水库垮坝，造成重大损失，我们不能忘记这个沉痛教训。这是中国国家领导人第一次明确地提及此事。

## 引用文獻
1. 1 2 3 4 5  陈昌春. . 科学网. 2013-01-23. （原始内容存档于2020-03-27） （中文）.（註：作者陈昌春时任南京信息工程大学地理与遥感学院副教授，主攻水文。）
2. 1 2 3 4  . 大英百科全書.   [2016-06-28]. （原始内容存档于2016-06-19）.（英文）
3. 1 2 3 4   7 (2). 人權觀察. 1995. （原始内容存档于2017-01-15） （英语）.
4. 1 2 3 4 5 6 7 8 9 10  . 人民网. 2012-08-20. （原始内容存档于2020-05-06） （中文）.原刊於《中国能源报》
5. 1 2 3 4 5 6 7 8 9 10 11 12 13 14 15 16 17 18 19  . 凤凰网. 2008-08-10. （原始内容存档于2020-03-30）.
6. 1 2 3 4 5 6 7 8 9 10 11  . 人民网. 2012-08-27. （原始内容存档于2020-05-06） （中文）.原刊於《中国能源报》
7. ↑  搜狐號「水利家園」. . 搜狐. 2019-08-11. （原始内容存档于2020-03-23） （中文）.
8. ↑  丁一汇. . 《气象学报》. 2015, 73 (3): 411-424. （原始内容存档于2017-11-04）.
9. 1 2 3 4 5 6  . OZY. 2019-02-16. （原始内容存档于2020-03-25） （英语）.
10. 1 2  . 凤凰网. 2008-08-10. （原始内容存档于2021-05-19） （中文）.
11. 1 2 3 4 5 6  . 新华网. （原始内容存档于2017-01-13） （中文）. 1975年8月，在河南省驻马店等地区、1万多平方公里的土地上，共计60多个水库相继发生垮坝溃决，近60亿立方米的洪水肆意横流。1015万人受灾，倒塌房屋524万间，冲走耕畜30万头。纵贯中国南北的京广线被冲毁102公里，中断行车16天，影响运输46天，直接经济损失近百亿元，成为世界最大最惨烈的水库垮坝惨剧。1975年8月的河南驻马店溃坝造成大量人员死亡，前水利部长钱正英作序的《中国历史大洪水》一书则披露说，超过2.6万人死难。... 加上后续因缺粮、感染、传染引起的死亡，人数共计24万多人。
12. 1 2 3 4 5 6 7 8 9 10 11 12 13 14 15  江华; 喻尘. . 香港中文大学中国研究服务中心《民間歷史》網刊. （原始内容存档于2020-03-30） （中文）. 原刊於《南方都市報》
13. 1 2 3  . 南方周末. 2007-03-08. （原始内容存档于2020-03-26） （中文）. 由原水利部长钱正英亲自作序的《中国历史大洪水》(当代中国出版社，1999)一书披露，在这次被称为“75·8”大水的灾难中，河南省有29个县市、1700万亩农田被淹，其中1100万亩农田受到毁灭性的灾害，1100万人受灾，超过2.6万人死难，倒塌房屋596万间，冲走耕畜30.23万头，猪72万头，纵贯中国南北的京广线被冲毁102公里，中断行车18天，影响运输48天，直接经济损失近百亿元。
14. 1 2  . U.S. Geological Survey（美國地質調查局）.   [2020-07-26]. （原始内容存档于2013-05-07） （英语）.
15. 1 2 3 4 5 6  . 新浪. 《法制晚报》. 2014-04-24. （原始内容存档于2020-03-27） （中文）.
16. 1 2 3 4 5  . 人民网. 新华社. 2005-10-01. （原始内容存档于2019-10-01） （英语）.
17. 1 2 3  杨海. . 文学城. 2018. （原始内容存档于2020-05-06）.原刊於微信公眾號「楊海評論」
18. 1 2 3 4  凤凰卫视節目《社会能见度》「“七五八”洪灾警示录 」集，2012年8月23日播出。訪問文字謄稿見. 凤凰网. 2012-09-03. （原始内容存档于2020-03-23）.
19. 1 2 3 4  谌旭彬. . 腾讯. 2012-07-27. （原始内容存档于2012-07-31） （中文）.
20. ↑  . 環球網. 2011-02-10. （原始内容存档于2020-03-23） （英语）.
21. 1 2 3 4 5 6 7 8 9  . 新华社. 新华网. 2005-11-26. （原始内容存档于2012-05-07） （中文）.
22. ↑  . 中國水利科學網.   [2005-11-28]. （原始内容存档于2004-06-03） （中文）.
23. ↑  . 《人民日報》. 新华网. 1950-10-15. （原始内容存档于2010-03-26） （中文）.
24. 1 2  高峻. . 国学网（中国经济史论坛）. 2004-02-10. （原始内容存档于2006-10-12） （中文）.
25. 1 2 3 4 5 6 7  . 凤凰网. 《南方周末》. 2007-03-08. （原始内容存档于2019-07-17） （中文）.
26. ↑  . 凤凰网. 凤凰卫视. 2012-09-03. （原始内容存档于2020-03-23） （中文）.
27. 1 2  舒云. . 新浪. 《青年参考》. 2007-08-29. （原始内容存档于2012-09-01） （中文）.
28. ↑  . 中华人民共和国中央人民政府. 《人民日报》. 1981-06-27. （原始内容存档于2021-06-16） （中文）. 但是，由于对社会主义建设经验不足，对经济发展规律和中国经济基本情况认识不足，更由于毛泽东同志、中央和地方不少领导同志在胜利面前滋长了骄傲自满情绪，急于求成，夸大了主观意志和主观努力的作用，没有经过认真的调查研究和试点，就在总路线提出后轻率地发动了“大跃进”运动和农村人民公社化运动，使得以高指标、瞎指挥、浮夸风和“共产风”为主要标志的左倾错误严重地泛滥开来。
29. ↑  . 中国水利报社. 2020-06-30. （原始内容存档于2020-07-02） （中文）.
30. ↑  . 《南方都市报》. 新浪. 2010-08-11. （原始内容存档于2015-01-05） （中文）.
31. ↑  陈一谘. . China Independent Writers Publishing Inc. 2014-03-16: 181.
32. 1 2  . 凤凰网. 凤凰卫视. 2012-09-03. （原始内容存档于2020-03-23） （中文）.
33. 1 2 3 4 5 6 7 8 9  江华; 喻尘. . 南都网. 《南方都市报》. 2010-08-11. （原始内容存档于2013-12-13） （中文）.
34. 1 2  . 华东师范大学. （原始内容存档于2011-07-07） （中文）.
35. 1 2 3  江华; 喻尘. . 南都网. 《南方都市报》. 2010-08-11. （原始内容存档于2013-12-13） （中文）.
36. ↑   管志光主编 ：《20世纪河南重大灾害纪实》， 地震出版社，北京，2002年版，第100页。另该书第104页，引用了8月7日22时许，板桥水库防汛指挥部发给中央、省委、地委的特别告急电：“板桥水库处于特别危急状态库水位已过坝顶即将漫过防浪墙主副溢洪道已全部运用要通知沿河社队注意抢险转移水库防汛指挥部在大坝南头被围请求空军支援”
37. 1 2  江华; 喻尘. . 南都网. 《南方都市报》. 2010-08-11. （原始内容存档于2010-08-19） （中文）.
38. 1 2  石磊. . 《开放杂志》. 《新史錄》. 2011-08-27. （原始内容存档于2014-08-20） （中文）.
39. ↑  纪坡民. . 共识网. 2013-09-18. （原始内容存档于2016-04-14） （中文）.
40. 1 2 3 4 5 6  江华; 喻尘. . 南都网. 《南方都市报》. 2010-08-11. （原始内容存档于2010-10-27） （中文）.
41. 1 2 3 4 5 6 7 8 9 10 11 12 13  . 凤凰网. 《南方周末》. 2007-03-08. （原始内容存档于2020-03-26） （中文）.
42. 1 2 3 4 5 6 7 8 9 10 11 12  杜君立. . 爱思想. 2012-08-12. （原始内容存档于2021-07-22） （中文）.
43. 1 2  姚腾. .   [2018-09-07]. （原始内容存档于2018-09-07） （中文）.
44. ↑   (PDF).于为民、叶树鑫著；黄河文艺出版社1990年3月出版。
45. 1 2 3 4 5 6 7 8 9  江华; 喻尘. . 《南方都市報》. 南都网. 2010-08-11. （原始内容存档于2012-08-09） （中文）.
46. ↑  胡明思; 骆承政. . 中國書店. 1992年. ISBN 978-7-80568-073-6. （原始内容存档于2016-06-24）.
47. ↑  孟昭华; 彭传荣. . 水利电力出版社. 1989年. ISBN 9787120009960.
48. ↑  驻马店地区水利局 编. . 黄河水利出版社. 1998年.
49. ↑  孙越崎、林华、千家驹、王兴让、雷天觉、徐驰、陆钦侃、乔培新. . 水土保持通报 (陕西省咸阳市: 中国科学院水利部水保所；水利部水土保持监测中心). 198708, (1987年8月 第7卷 第4期): 16–24. ISSN 1000-288X. （原始内容存档于2020-07-21） （简体中文）. 建这样一个大坝，他们是不是不知道这中间存在着重严重问题呢？不是的！他们很清楚：[……]（二）1954年长江大水死人3万。淮河上游河南舞阳县板桥水库和石漫滩水库库容只有6亿立方米，1975年8月失事，猛冲下去，死人23万左右。这个对比很清楚，1954年长江大水死人数反而成了个零头[……]
50. ↑  Yi, Si, , Dai, Qing  (编), , M.E. Sharpe: 28, 1998
51. ↑  姚腾. . 万方数据. 2007-09-21. （原始内容存档于2018-09-09） （中文）.
52. ↑  . 中国网. 《新京报》. 2012-08-02. （原始内容存档于2020-03-02） （中文）.
53. ↑  冯明文. . 《法制晚报》. 2014-04-25. （原始内容存档于2020-06-16） （中文）.

## 扩展阅读
- 河南水利厅编《河南“75·8”特大洪水灾害》
- 中华人民共和国部分重大单次洪涝灾害（死亡超百人）
  - 2021年河南水灾：死亡398人。
  - 2016年邢台洪灾：死亡130人、失踪110人。
  - 2010年舟曲泥石流灾害：死亡1557人、失踪208人。
  - 2005年沙兰镇洪灾：死亡117人。
  - 1998年中国夏季洪水：死亡3656人。
  - 1994年西江、北江大洪水：死亡480人[1]。
  - 1986年粤东洪水：死亡261人[1]。
  - 1983年安康特大洪灾：死亡870人，与大跃进时期修建的丹江口水库相关。
  - 1982年北江大洪水：死亡493人[1]。
  - 1981年四川特大洪水：死亡888人。
  - 1979年西枝江特大洪水：死亡151人[1]。
  - 1969年长江洪水：死亡1603人，正值“文革”时期，部分大跃进时期修建的水库溃坝或失事[2][3]。
  - 1963年海河特大洪灾：死亡5154人，首都北京部分区域被淹、天津被困。
  - 1954年长江洪水：死亡3.3万人。
  - 1951年辽河大水：死亡6213人。
- 中国历史上部分重大单次洪涝灾害
  - 1938年花園口決堤事件
  - 1931年江淮水災
  - 1887年黄河决口
  - 1410年黄河泛滥
- 其它相关重大灾难
  - 中国水灾史
  - 中国自然灾害
  - 2020年中国南方水灾
  - 2004年南亚大海啸（22.79万人死亡[4]），鳳鳯網將二者的威力作比[5]，亦能与1931年江淮水災相提並論[6]。
  - 1991年华东水灾，死亡至少数百人。
  - 1976年河北唐山大地震，死亡数十万人。
  - 1975年廣東八四海難，死亡432人。